# Essential facilities
Con l'espressione essential facilities o infrastrutture essenziali si indica un istituto giuridico di diritto industriale che impone l'obbligo al proprietario di una qualsiasi risorsa, di concederne l'utilizzo a certe condizioni a terzi, qualora sussistano i seguenti requisiti:
1. la risorsa deve essere essenziale per lo svolgimento di un'attività da parte del soggetto richiedente
2. la risorsa deve essere insostituibile e materialmente accessibile da parte del richiedente
3. non devono sussistere obiettive ragioni che giustifichino un rifiuto da parte del soggetto titolare della risorsa.

Il soggetto richiedente la facility può anche essere un diretto concorrente commerciale del proprietario, come si è visto in una copiosa giurisprudenza statunitense prima e comunitaria in seguito. 
La ragion d'essere di tale istituto risiede nel favorire lo sviluppo dei mercati: laddove la nascita di un nuovo prodotto o di un nuovo operatore all'interno di un mercato sia subordinata all'accesso ad una risorsa, il legislatore favorisce il soggetto richiedente obbligando il titolare a concederne l'accesso.
Esempi:
1) un'impresa è titolare di un brevetto chimico che sfrutta per la produzione di solventi industriali. Un'altra impresa richiede l'utilizzo di tale brevetto per la produzione di vernici. Se sussistono le condizioni elencate persino il titolare di un diritto di esclusiva è tenuto a condividere il bene gravato da tale diritto con il richiedente.
2) Una pista di atterraggio per gli aerei può essere considerata come una essential facilities in quanto quest'ultima può essere sfruttata da più utenti.
3) Gianmarco e Michela costruiscono un porto. Tale porto sarà accessibile a chiunque abbia bisogno di usarlo, magari pagando una royalty.